# لری استفانکی
لری استفانکی (انگلیسی: Larry Stefanki؛ زادهٔ ۲۳ ژوئیهٔ ۱۹۵۷) یک تنیس‌باز اهل ایالات متحده آمریکا است.